# Comment le tsar Pierre le Grand a marié un Noir
Pour plus de détails, voir Fiche technique et Distribution.
Comment le tsar Pierre le Grand a marié un Noir (Сказ про то, как царь Пётр арапа женил) est un film soviétique réalisé par Alexandre Mitta, sorti en 1976,.

## Synopsis
(janvier 2023).
Le contenu est difficilement compréhensible vu les erreurs de traduction, qui sont peut-être dues à l'utilisation d'un logiciel de traduction automatique.
Petersbourg, sous Pierre le Grand
Un jour, Pierre  a reçu en cadeau un jeune garçon maure - "le fils d'un roi noir".  A la cour, il ne vécut pas comme esclave, mais comme un élève: le roi devint son parrain, et lui donna le nom  d’Ibrahim Petrovich Hannibal.
Intelligent, le petit garçon , a rapidement étudié les sciences dans sa nouvelle patrie. Puis il est envoyé en France pour acquérir des connaissances plus approfondies et des manières raffinées.  Là, il devient célèbre non seulement en tant que jeune scientifique prometteur, venant de la « Russie barbare », mais aussi en tant que guerrier, blessé au combat avec les Espagnols et récompensé par le duc d'Orléans pour héroïsme.  Il suscite aussi l'intérêt des dames de la Cour. Une femme mariée devint sa maîtresse et donne naissance à un enfant noir. D’où un scandale, et un duel avec un mari trompé. Ibrahim Petrovitch le tue, et est expulsé vers la Russie. Il ramène avec lui un aventurier qui devient son ami.
De retour de Paris, lors d’un bal très mouvementé dans un navire en construction, le maure tombe amoureux de la fille du boyard Gavrila Rtishchev, Natalia. Celle-ci a d’abord peur de cet homme noir. Peter décide de marier quand même son protégé à Natasha, pour lier spirituellement Ibrahim à la terre russe.  Ibrahim, connaissant le dégoût de Natalia pour lui-même, refuse de la prendre pour épouse.  Cette désobéissance à sa volonté change l'attitude de Pierre , et l’empereur interdit à Ibrahim de se présenter devant lui.

Au fil du temps, Natalia Gavrilovna se rend compte qu'elle aime cette personne étrange mais sensible et finalement merveilleuse.  Elle-même vient à lui et l’épouse après qu'Ibrahim ait tenté d'organiser son mariage avec son rival Mikhail Govorov (qui, selon Hannibal, bénéficiait de la faveur de Natalia).

Ils demandent pardon au roi.  Ibrahim veut de prouver à Pierre la justesse de ses convictions, mais Pierre l'interrompt avec les mots: "Tais-toi, tais-toi, sinon nous nous disputerons à nouveau."

## Fiche technique
- Titre français : Comment le tsar Pierre le Grand a marié un Noir[3]
- Titre original : Сказ про то, как царь Пётр арапа женил Skaz pro to, kak tsar Piotr arapa jenil
- Photographie : Valeri Chuvalov
- Musique : Alfred Chnitke
- Décors : Georgi Kochelev, Igor Lemechev, Nadejda Bouzina
- Montage : Z. Karpukhina, Nadejda Veselovskaia